# 1912년 하계 올림픽 조정
틀:역대 올림픽 조정

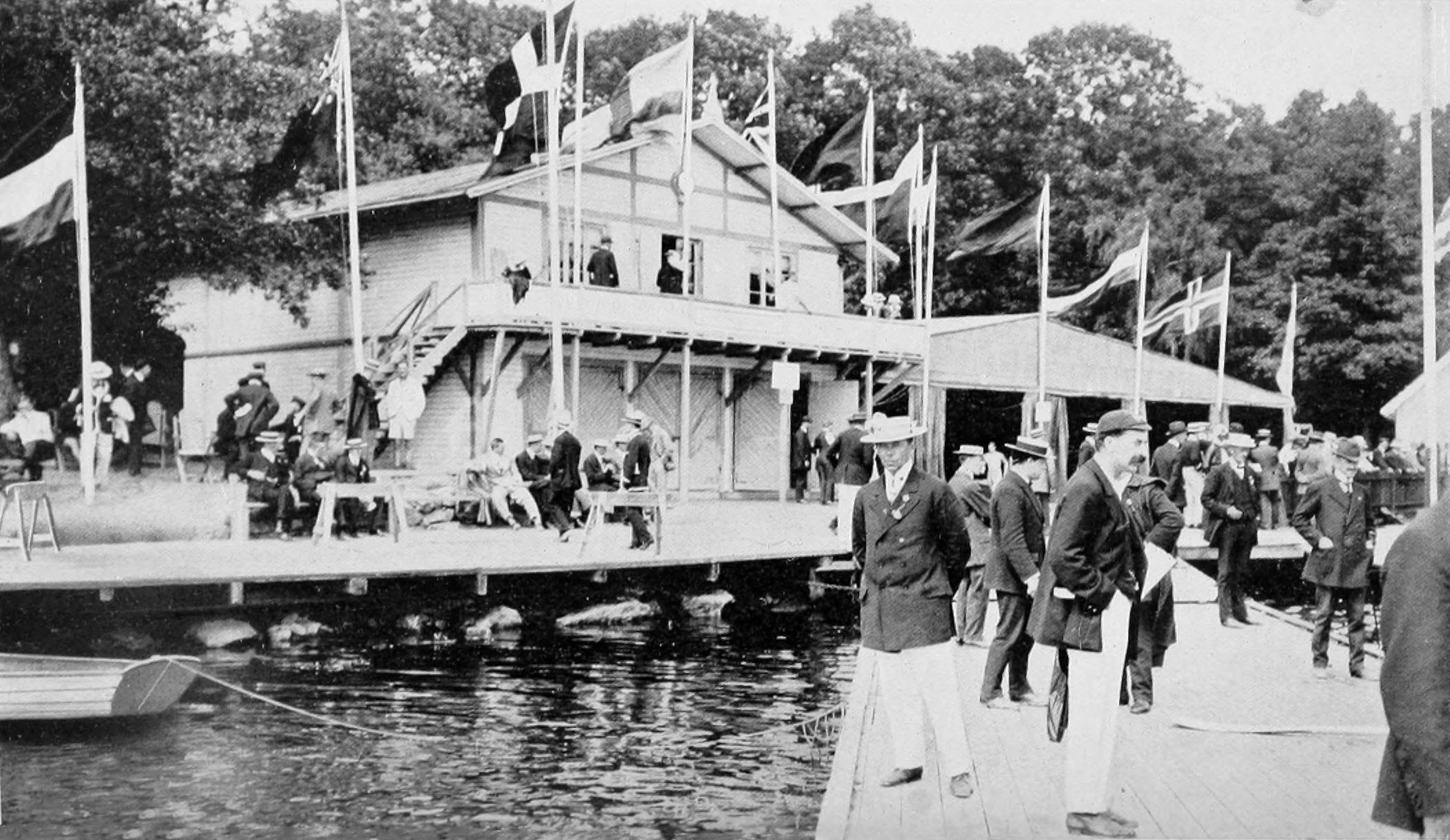
스톡홀름 조정단의 보트하우스

1912년 하계 올림픽 조정은 1912년 7월 17일부터 7월 19일까지 스웨덴 스톡홀름에서 열린 조정 대회이다. 남자 종목 4개가 치러졌으며 스톡홀름의 유르고르스브룬스비켄만에서 개최되었다.
3, 4위전은 따로 치러지지 않았으며 준결승전 진출자 가운데 패한 팀을 공동 3위로 보았다. 그러나 공동 3위라도 동메달은 수여되지 않고 상장만 수여되었으며 이는 전 세부종목에 걸쳐 동일했다. 국제올림픽위원회의 DB 자료에는 전 종목에 동메달리스트가 있는 것으로 등록되어 있으나, 관리상의 실수인지 아니면 소급적용된 것인지는 불분명하다.

## 출전 자격
이 당시 올림픽 대회에는 아마추어 선수만 출전할 수 있었으며, 조정 종목의 출전 자격은 다음과 같았다.
우선 아마추어의 정의는 다음과 같았다.
- 트레이너로서 급여를 받은 적이 없는 선수
- 상금이 내걸린 대회에 나간 적이 없는 선수
- 대금을 받고 대회에 참가하거나 시범을 보인 적이 없는 선수
- 프로선수와 시합하거나 시범을 보인 적이 없는 선수
- 대회에서 수여받은 상을 판매, 교환, 전당, 임대하여 금전적 이익을 얻은 적이 없는 선수

아마추어는 대회나 시범경기에 참가할 때 자신이 소속된 클럽의 동의 하에, 대회나 시범경기를 주최하는 클럽 측으로부터 여비와 숙박비를 지원받을 수 있으며 아마추어 자격을 상실하지 않는다. 단, 참가 과정에서 발생한 여비는 소속 클럽을 통해서만 대납이 이루어지며, 그러한 대납으로 금전적 이득을 얻을 수 없게 되어 있었다.
프로선수는 아마추어 선수를 위한 대회나 시범경기에 참가할 수 없으며, 심판이 되거나 다른 자격으로 경기 심판을 볼 수도 없었다. 여기서 프로선수란 경기일로부터 2년 이내에 선원과 어부 혹은 기타 직업상의 업무를 수행하면서 조정경기에 나선 경험이 있는 사람을 뜻했다.

## 참가국
이번 대회에는 14개국 185명의 선수가 참가하였다.
- 오스트랄라시아 (10)
- 오스트리아 (6)
- 벨기에 (6)
- 보헤미아 (1)
- 캐나다 (10)
- 덴마크 (15)
- 핀란드 (6)
- 프랑스 (17)
- 독일 (26)(*)
- 영국 (24)
- 헝가리 (11)
- 노르웨이 (24)
- 러시아 (1)
- 스웨덴 (28)

*참고: 유타포어 종목에 출전한 키잡이 2명 포함

## 경기 결과
| 종목                   | 금 | 은 | 동 |
| ---------------------- | --- | --- | --- |
| 싱글스컬 자세히        | 월리 키니어 (GBR) | 폴리도러 페이르만 (BEL) | 이브러드 버틀러 (CAN) 마르트 쿠시크 (RU1) |
| 유타포어 자세히        | 독일 (GER) · 알베르트 아른하이터 · 헤르만 빌커 · 루돌프 피카이젠 · 오토 피카이젠 · 카를 라이스터                                                               | 영국 (GBR) · 줄리어스 베레스퍼드 · 칼 버넌 · 찰스 로트 · 브루스 로건 · 제프리 카                                                                                 | 덴마크 (DEN) · 에리크 비스가르드 · 라스무스 프란드센 · 미카엘 시몬센 · 풀 티만 · 에이길 클레멘센 노르웨이 (NOR) · 헨리 라르센 · 마티아스 토르스텐센 · 테오도르 클렘 · 호콘 퇸사게르 · 에이나르 퇸사게르 |
| 유타포어 인리거 자세히 | 덴마크 (DEN) · 에일레르 알레르트 · 크리스티안 한센 · 카를 묄러 · 카를 페데르센 · 풀 하르트만                                                                   | 스웨덴 (SWE) · 투레 로스발 · 빌리암 브룬묄레르 · 콘라드 브룽크만 · 헤르만 달베크 · 레오 빌켄스                                                                   | 노르웨이 (NOR) · 클라우스 회위에르 · 레이다르 홀테르 · 막스 헤르세트 · 프리툐프 올스타 · 올라브 비외른스타                                                                                              |
| 에이트 자세히          | 영국 (GBR) · 린더 클럽에드가 버기스 · 시드니 스완 · 레즐리 워몰드 · 에워트 호스폴 · 제임스 앵거스 길런 · 스탠리 가튼 · 앨리스터 커비 · 필립 플레밍 · 헨리 웰스 | 영국 (GBR) · 뉴 칼리지 (옥스퍼드대)윌리엄 피슨 · 윌리엄 파커 · 토머스 길스피 · 뷰포트 버드킨 · 프레더릭 피트맨 · 아서 위긴스 · 찰스 리틀존 · 로버트 본 · 존 워커 | 독일 (GER) · 베를린 클럽오토 리빙 · 막스 브뢰스케 · 막스 페터 · 빌리 바르톨로메 · 프리츠 바르톨로메 · 베르너 덴 · 루돌프 라이헬트 · 한스 마티에 · 쿠르트 룽게                                           |

## 메달 순위
| 순위       | 나라           | 금 | 은 | 동 | 합계 |
| ---------- | -------------- | -- | -- | -- | ---- |
| 1          | 영국 (GBR)     | 2  | 2  | 0  | 4    |
| 2          | 독일 (GER)     | 1  | 0  | 1  | 2    |
| 2          | 덴마크 (DEN)   | 1  | 0  | 1  | 2    |
| 4          | 스웨덴 (SWE)   | 0  | 1  | 0  | 1    |
| 4          | 벨기에 (BEL)   | 0  | 1  | 0  | 1    |
| 6          | 노르웨이 (NOR) | 0  | 0  | 2  | 2    |
| 7          | 캐나다 (CAN)   | 0  | 0  | 1  | 1    |
| 7          | 러시아 (RUS)   | 0  | 0  | 1  | 1    |
| 합계 (8개) | 합계 (8개)     | 4  | 4  | 6  | 14   |